# Stent

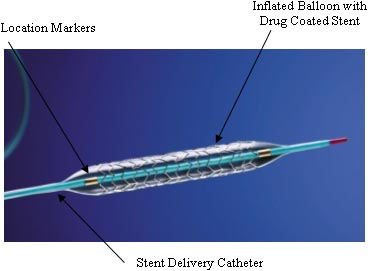
Um estente e seu cateter.

Na medicina, um stent ou estente é uma endoprótese expansível, caracterizada como um tubo (geralmente de metal, principalmente nitinol, aço e ligas de cromo e cobalto) perfurado (em forma de malha) que é inserido em um conduto do corpo para prevenir ou impedir a constrição do fluxo no local causada por entupimento das artérias, ou para reconstruir uma artéria acometida por aneurisma.

## Aplicações
A principal proposta do stent é anular as diminuições significativas no diâmetro de vasos ou ductos, as quais ocorrem por depósito no seu interior de substâncias como o colesterol e o cálcio. Os stents são frequentemente utilizados para repor o fluxo (vide classificação TIMI) sanguíneo nos órgãos, fluxo  esse que se encontra diminuído devido a uma obstrução, de modo a que as artérias mantenham um aporte adequado de oxigênio e outros nutrientes. Embora o uso mais comum dos stents ocorra nas artérias carótidas, coronárias e ilíacas, eles são amplamente utilizados em estruturas tubulares, como as artérias e veias centrais, ductos biliares, esôfago, cólon, traqueia, ureteres, uretra, coração e cérebro. Embora os stents sejam muito utilizados em cardiologia, eles foram inventados por um urologista.